# Lomen stavkirke
Lomen stavkirke czyli kościół słupowy w Lomen – kościół słupowy (klepkowy) znajdujący się w miejscowości Lomen, w gminie Vestre Slidre, w okręgu Oppland w Norwegii, pierwotnie wzniesiony w końcu XII w. – I poł. XIII w.
Centralna część kościoła, z dachem wspartym na czterech kolumnach, pochodzi z oryginalnej świątyni, która powstała między 1180 a 1250 rokiem. Z tego okresu pochodzą też gotyckie rzeźby ołtarza, rzeźbione portale, głowa Madonny i jeden z dzwonów (drugi jest z ok. 1300 roku). Kościół należy do grupy świątyń z Borgundu i Sogne: o dachach wspartych na wysokich kolumnach („masztach”), tworzących wysoką nawę, bez obejścia, z niewielkim prezbiterium i przedsionkami. Konstrukcja Lomen stavkirke dowodzi wysokiego kunsztu: tylko narożne filary nawy sięgają od podłogi do dachu; pozostałe filary (po dwa na krótkich i po trzy na długich ścianach) sięgają tylko od dachu do sufitu, na poziomie którego obciążenie jest przenoszone z nich przez półłuki kończące się przy kolumnach narożnych. Konstrukcja ta jest bardzo zbliżona do kościoła w Høre, który najprawdopodobniej został zbudowany przez tych samych cieśli. Kościoły mają też zbliżone zdobnictwo średniowiecznych portali, nie wyszły one jednak spod ręki tego samego rzeźbiarza.
W XVII w. dobudowano wieżyczki na dzwony, a w 1674 roku wzniesiono wolnostojącą dzwonnicę. W połowie XVIII w. dokonano znacznej przebudowy, która zatarła pierwotny kształt kościoła: poszerzono nawę i prezbiterium (do poprzedniej szerokości nawy); nowe ściany wyłożono poziomymi deskami, a pokrycie dachu zmieniono na łupkowe. Kolejne przebudowy miały miejsce w 1797 i 1842 roku; podczas tej ostatniej sufit pomalowano na popielato, ściany na zielono, a górne sekcje (łuki, wsporniki, usztywnienia w kształcie krzyża św. Andrzeja) – na popielatoróżowy. Farbę tę usunięto podczas renowacji w latach 60. i 70. XX wieku, ale kolory szary i zielony zostały jako świadectwo historii. Współcześnie kościół składa się z nawy, prezbiterium, dwóch przedsionków i apsydy.
Na wyposażeniu kościoła znajduje się skrzynia z runicznymi inskrypcjami z czasów wikingów, średniowieczny stołek, podstawa chrzcielnicy, draperia (z XIII-XIV w.) i piękna głowa Madonny z ok. 1200 roku, niegdyś część całej figury. Ołtarz pochodzi z 1628 roku (został przemalowany z końcem XVIII w.), podobnie jak ambona (najprawdopodobniej pomalowana po remoncie z 1797 roku).

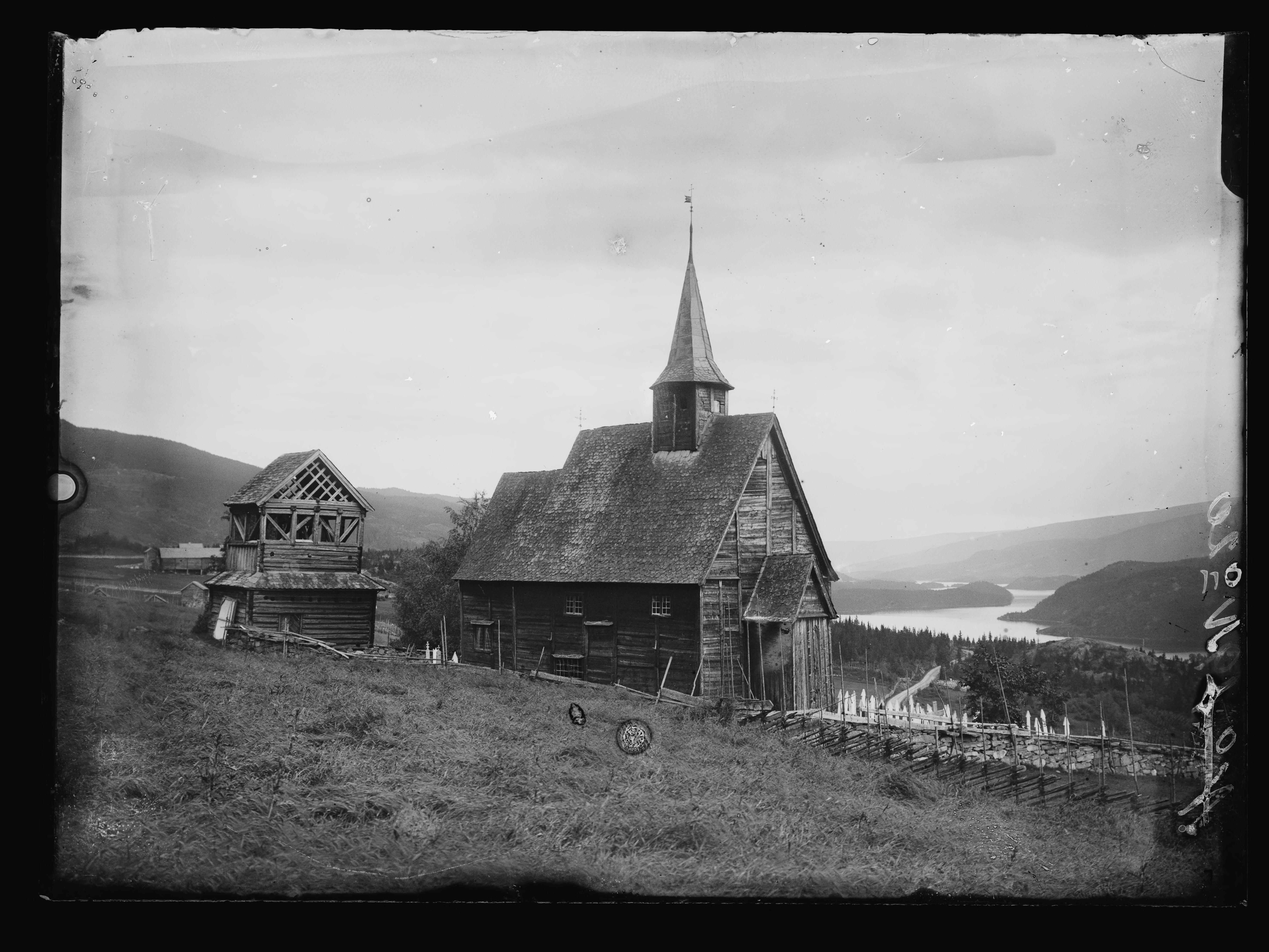
Kościół i dzwonnica na starej fotografii
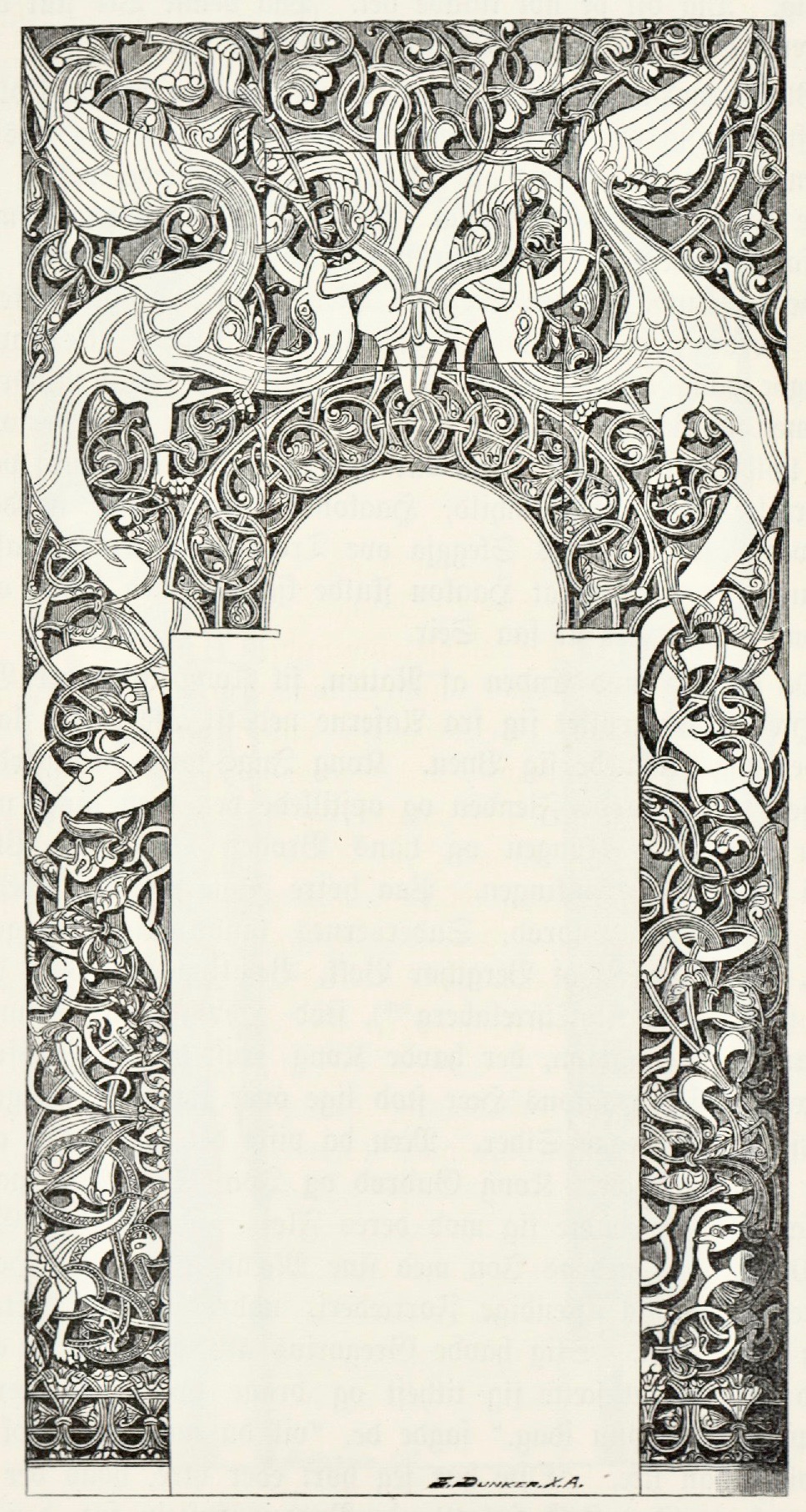
Portal
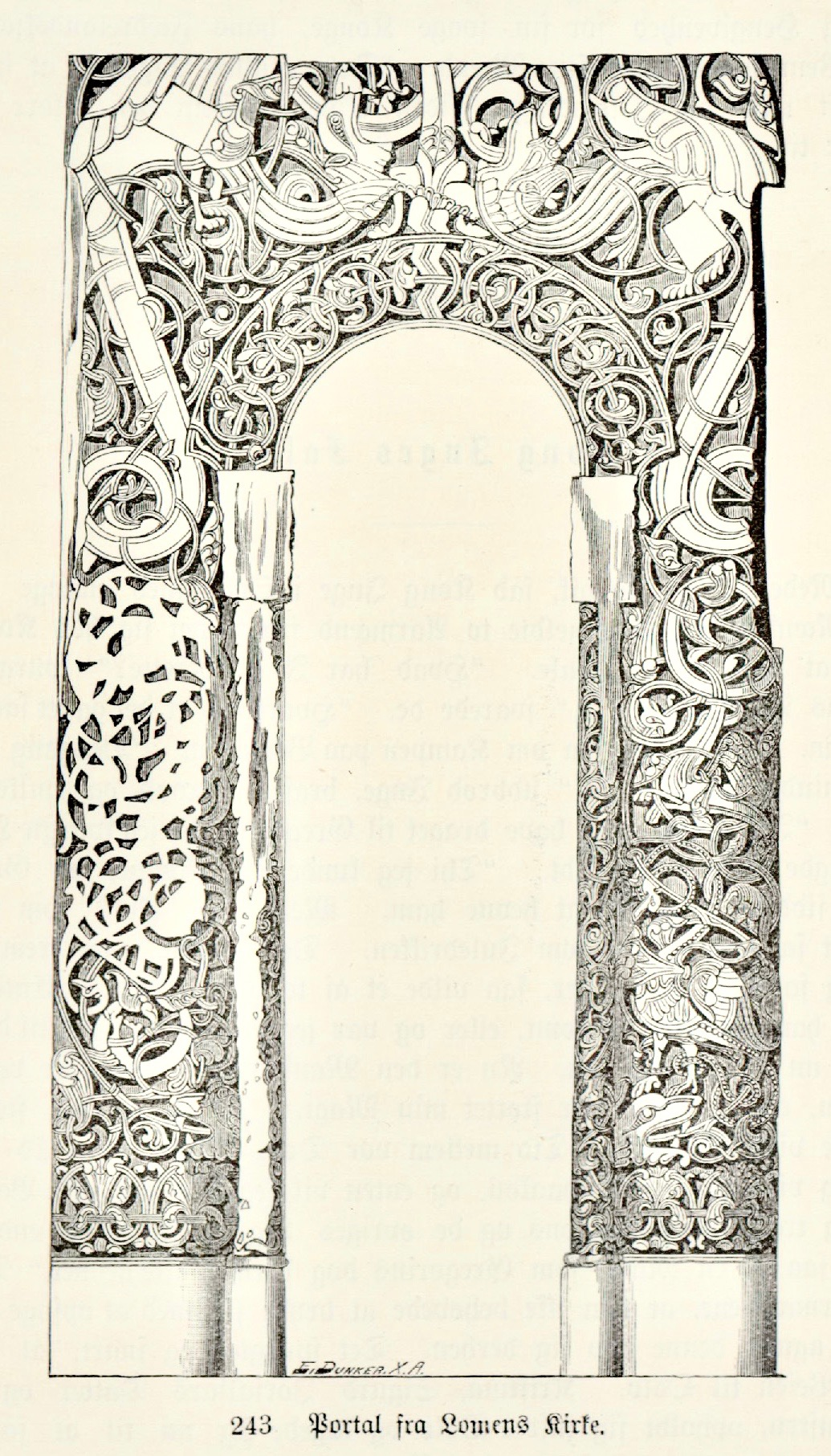
Drugi portal
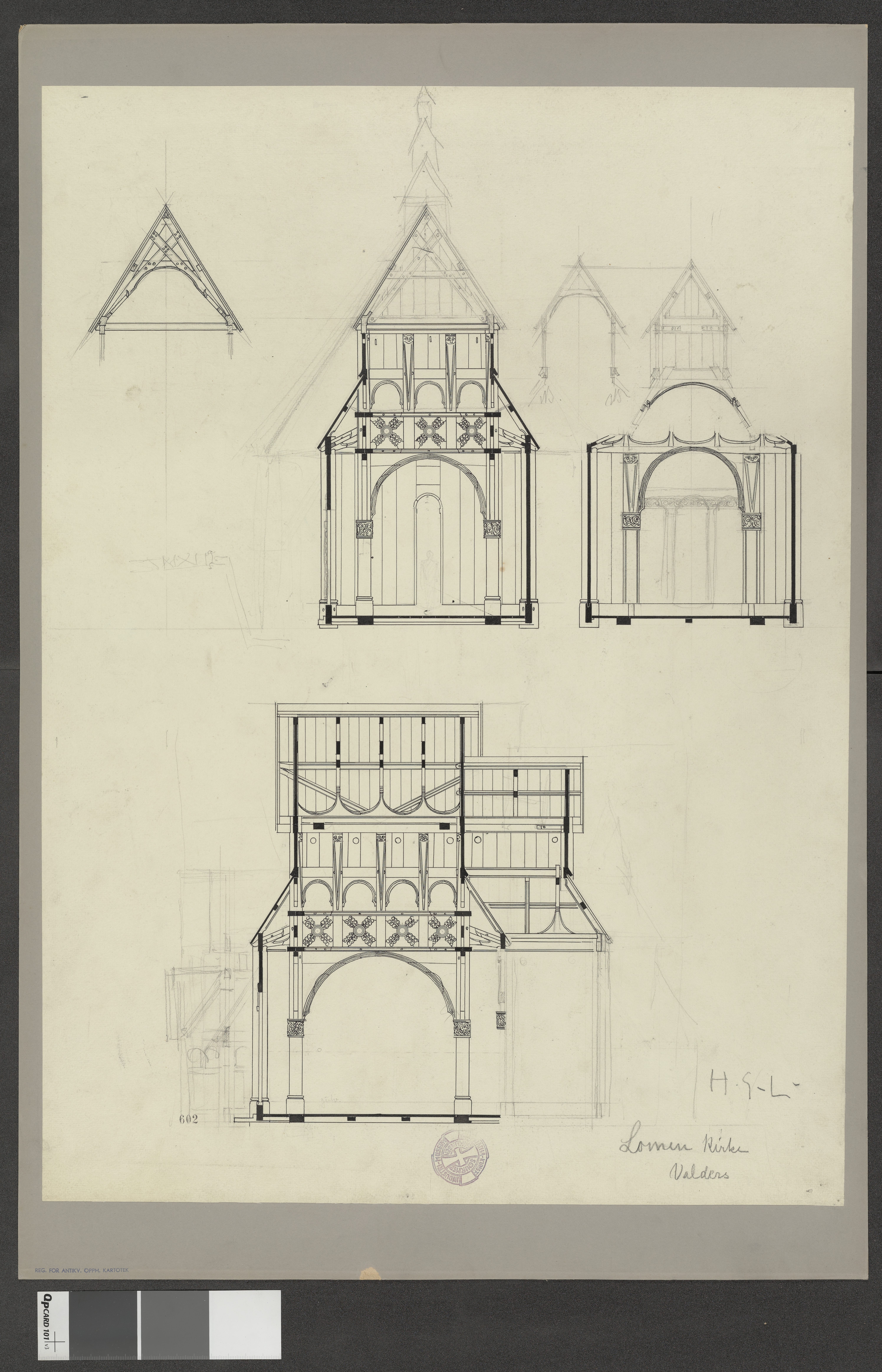
Przekrój kościoła ukazujący konstrukcję nośną
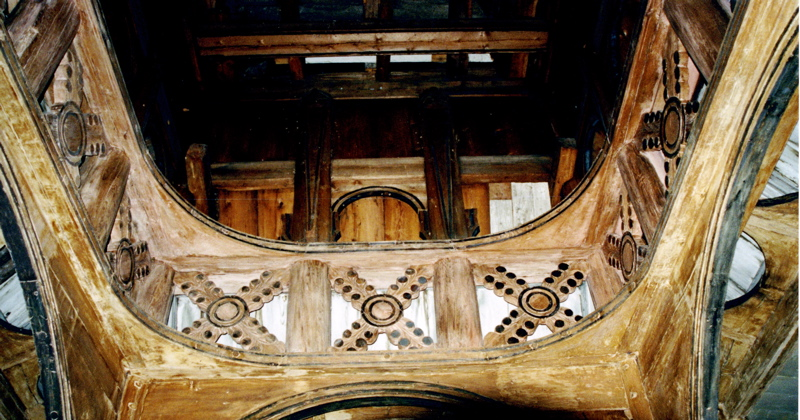
Ozdobne wiązania między filarami podtrzymującymi dach
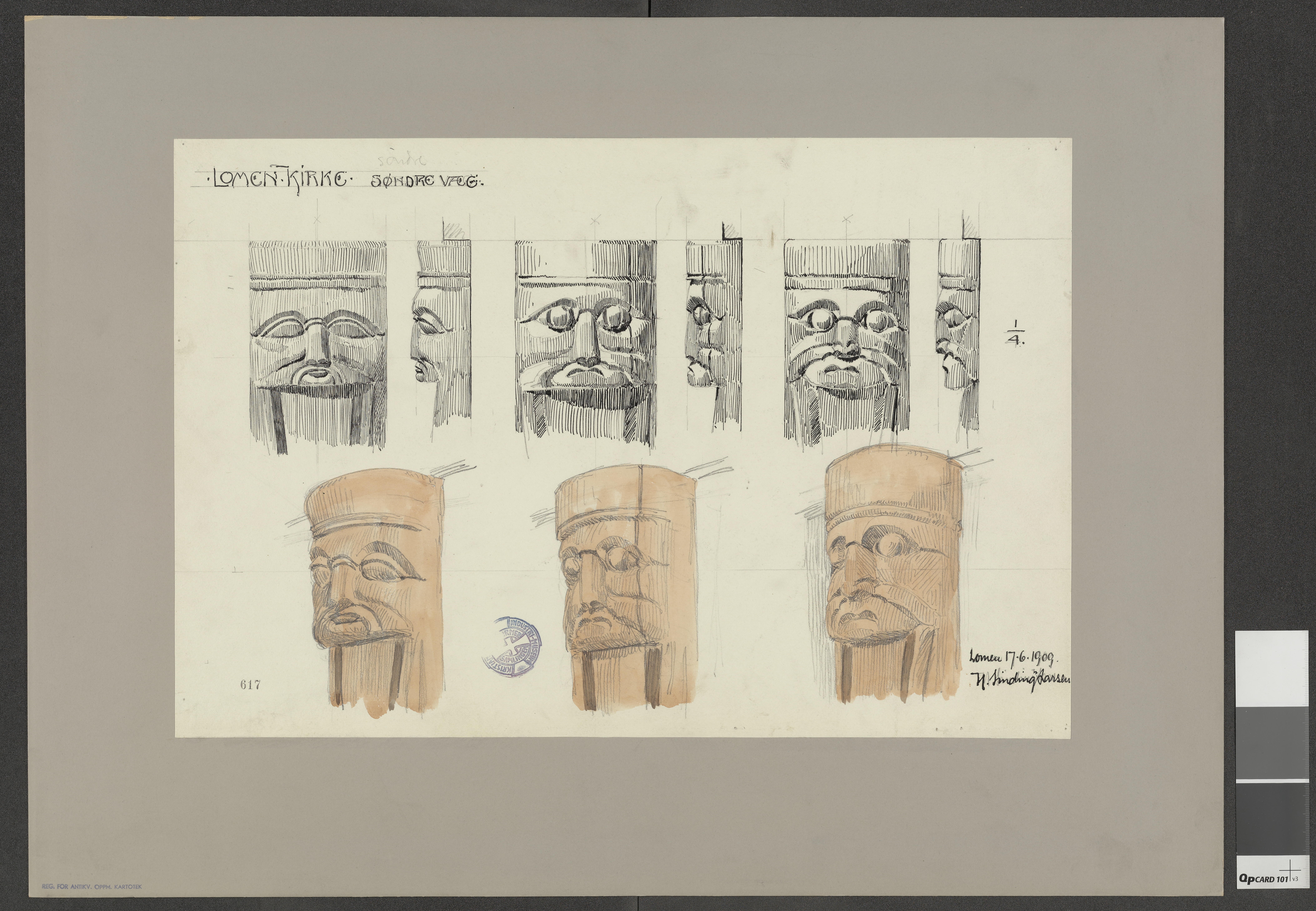
Rzeźby na kapitelach kolumn